# Эйст Турсеах
Эйст Турсеах (пол. Eist Tuirseach) — персонаж литературного цикла «Ведьмак» польского писателя Анджея Сапковского, король Цинтры, второй муж Калантэ.

## История персонажа
У Анджея Сапковского Эйст Турсеах появляется в рассказе «Вопрос цены», вошедшем в сборник «Последнее желание». Это брат короля Брана из Скеллиге и дядя ярла Краха ан Крайта. Он женился на вдовой королеве Цинтры Калантэ, с которой находился в близких отношениях ещё при жизни её первого мужа, и стал таким образом отчимом Паветты. Этот брак продлился 14 лет. Эйст Турсеах погиб в битве с нильфгаардцами при Марнадале.
В сериале «Ведьмак» от Netflix, первый сезон которого вышел на экраны в декабре 2019 года, Эйста сыграл Бьёрн Хлинур Харальдссон. Этот персонаж погибает в бою с нильфгаардцами в первом эпизоде, «Начало конца», но снова появляется в четвёртом, «Банкеты, ублюдки и похороны», и седьмом, «Перед падением», действие которых происходит раньше. В четвёртой серии Эйст встаёт на сторону Йожа из Эрленвальда, сватающего Паветту.
В рецензиях звучит критика в адрес сценаристов в связи с образом Эйста. Так, в первой серии этот персонаж прямо посреди битвы сообщает Каллантэ о гибели флота Скеллиге, что выглядит абсурдно.